# Manshin: Ten Thousand Spirits
Manshin: Ten Thousand Spirits (en hangul 만신) es una película documental surcoreana de 2013, escrita y dirigida por Park Chan-kyong, y protagonizada por Kim Geum-hwa, Moon So-ri, Ryu Hyun-kyung y Kim Sae-ron.

## Tema
La película narra la agitada vida de Kim Geum-hwa, la más conocida chamana de Corea del Sur en las últimas décadas (falleció en 2019) alternando escenas interpretadas por los actores, a modo de reconstrucción dramática, con otras imágenes de repertorio, noticias, entrevistas y programas televisivos. Recorre la vida de Kim desde la infancia hasta los últimos años, con el personaje interpretado sucesivamente por tres actrices (Kim Sae-ron de niña, Ryu Hyun-kyung en los años cincuenta, Moon So-ri en los setenta) y al final por ella misma. Pero es también una historia de la Corea de la segunda mitad del siglo XX vista a través de las experiencias del personaje. Durante gran parte de este periodo el chamanismo fue una práctica marginal y despreciada por muchos coreanos, aunque no eran pocos los que no renunciaban a servirse de ella en la necesidad. Nacida en 1931, Kim Geum-hwa ya sufrió de niña el ostracismo en su aldea natal por su capacidad de adivinar el destino de la gente. Después vivió un breve periodo como mujer casada, pues se desposó a los 14 años para evitar que los japoneses, que en aquel tiempo dominaban la península, se la llevaran como mujer de consuelo para su ejército; pero volvió a su casa después de tres años escapando de los malos tratos que le prodigaba su suegra. A continuación vivió con miedo a los soldados, tanto del norte como del sur, durante la guerra de Corea. Y después fue perseguida por los cristianos evangélicos y por otras fuerzas «modernizadoras» del país que pretendían erradicar las que consideraban supersticiones, hasta que finalmente pudo emerger como la principal chamana coreana. Sus últimos años fueron los de una suerte de rehabilitación de estas prácticas ancestrales: como prueba de ello, un ritual propiciatorio de la pesca llevado a cabo por la propia Kim fue declarado en 1987 un Bien cultural intangible nacional, el núm. 82, y por otro lado apareció con cierta asiduidad en ceremonias públicas y programas televisivos como los que muestra la propia película.

## Estructura
La mayoría de los hechos narrados en la película siguen un orden cronológico, aunque puede parecer que hay una falta de lógica en la concatenación de las escenas, pues es más importante describir un estado mental que seguir un desarrollo narrativo.
«La película en sí está estructurada en torno a varias ceremonias: primero viene el propio Naerim-gut (ritual de iniciación) de Kim cuando recibió los espíritus en 1948; luego, un ritual de curación para un soldado surcoreano realizado durante la guerra; un ritual de reunificación en 1998 realizado cerca de Paju; un gut de larga duración de la provincia de Hwanghae que interpretó en Gyeonggi-do en 1997; un Jinogui-gut para consolar las almas de los norcoreanos y chinos muertos en Paju en 2012, y finalmente el Baeyeonsin-gut, un ritual para rezar por una captura abundante de peces, también en 2012.»

## Reparto
- Kim Sae-ron como Neomse, Kim Geum-hwa de niña.
- Ryu Hyun-kyung como la joven Kim Geum-hwa.
- Moon So-ri como Kim Geum-hwa en su madurez.[5]
- Kim Geum-hwa como ella misma.
- Baek Su-ryeon como la abuela de Kim Geum-hwa.
- Kim Young-sun como la madre de Kim Geum-hwa.
- Kim Joong-ki como hombre del servicio de inteligencia.
- Lee Yong-nyeo como la mujer a la orilla del río.
- Ryu Hye-young como la hermana menor de la mujer del Sr. Park.
- Kim Sae-byuk como la mujer del Sr. Park.[7]
- Hong Seok-yeon como el abuelo.

## Estreno
Manshin: Ten Thousand Spirits inauguró el 5.º Festival Internacional de Cine Documental DMZ el 17 de octubre de 2013 en la antigua base militar norteamericana de Camp Greaves, en Goyang, para conmemorar el 60.º aniversario del armisticio que puso fin a la guerra de Corea.
El 18 de febrero de 2014 se llevó a cabo un pase previo para la prensa en CGV (Wangsimni, Seúl), seguido de una conferencia de prensa a la que asistieron el director , la propia Kim Geum-hwa, y las actrices Kim Sae-ron, Ryu Hyun-kyung y Moon So-ri.
La película se estrenó en sala el 6 de marzo de 2014. Se exhibió en 88 salas para 36 602 espectadores, y obtuvo una taquilla del equivalente a 230 967 dólares estadounidenses.